# Klimkówka
Klimkówka je vesnice v jižním Polsku, okresu Gorlice, Malopolském vojvodství. Je součástí gminy Ropa. Od střediskové obce je vzdálená asi 7 kilometrů jihovýchodně, od Krakova 101 kilometrů ve stejném směru. Bydlí tu okolo 300 obyvatel.
Hlavní zajímavostí obce je Klimkovské jezero (Jezioro Klimkowskie), které leží na hranicích se sídlem Łosie. Nedaleko obce je hora Tania (Tania Góra).